# George Dandin (Roger Planchon)
George Dandin est une mise en scène par Roger Planchon de la comédie en trois actes George Dandin ou le Mari confondu, de Molière (1668). Le spectacle est créé au Festival d'Avignon en juillet 1966, au Palais du Vice-Légat. La pièce est jouée par les comédiens du Théâtre de la Cité, la compagnie de Roger Planchon. Ils sont invités par Jean Vilar, le directeur de l'époque. Planchon refuse d'abord par manque d'argent, puis finit par céder par amitié pour Vilar. 

## Résumé de l’œuvre[2]
George Dandin, paysan a tenté de s’élever à un rang supérieur en épousant une jeune fille noble nommée Angélique de Sottenville. La jeune femme est forcée de l’épouser par ses parents qui sont intéressés par la richesse de Dandin alors qu’elle a déjà un amant nommé Clitandre. Lorsque Dandin l’apprend, il tente de les prendre en flagrant délit devant les parents d’Angélique par trois fois, mais la jeune femme s’en sort sans encombre à chaque fois et ridiculise son mari. Dandin passe de la colère au dégout, puis au désespoir. Il finit par penser à se suicider car il ne voit pas de remède à sa situation. 
Cette pièce oppose la maladresse vaniteuse de George Dandin à la malice perverse d’Angélique. 
Les deux principaux personnages sont mauvais et bons : Angélique est coquette, menteuse, sans scrupule, mais elle a été vendue à un homme par ses parents et ne fait que se défendre. Dandin est malheureux et joué mais il est vaniteux et incapable d’aimer.
Cette pièce est qualifiée de désenchantée : elle est très réaliste[réf. souhaitée].

## Distribution et scénographie
Toutes les personnes ayant participé à la création du spectacle et les acteurs sont des membres de la compagnie de Roger Planchon : le Théâtre de la Cité.
- Mise en scène : Roger Planchon
- Musique : Claude Lochy
- Décors et costumes : René Allio

### Distribution
- Jean Bouise : George Dandin, riche paysan, mari d’Angélique
- Colette Dompietrini : Angélique, femme de Dandin et fille de Monsieur de Sottenville
- Louison Roblin : Claudine, servante d’Angélique et de Georges Dandin
- Michel Robin : Colin, valet de G. Dandin
- René Morard, Gilles Chevassieux : valets de G. Dandin
- Pierre Meyrand : Lubin, paysan, servant de Clithandre
- Claude Lochy : Monsieur de Sottenville, gentilhomme campagnard, père d’Angélique
- Isabelle Sadoyan : Madame de Sotenville
- Gérard Guillaumat : Clitandre, amant d’Angélique

### Scénographie
Roger Planchon informe la presse qu’il n’y a pas de changements notoires de mise en scène dans la pièce George Dandin qu’il a déjà mise en scène avec sa compagnie. Il l’adapte juste aux dimensions du plateau en plein air : le Palais du Vice-Légat.
Le metteur en scène vise une modernité mais n'entre pas dans les clichés du modernisme, tout est très subtil : 
- théâtre dans le théâtre ;
- retours dans le temps (flash-back) dans les actes II et III ;
- le spectacle marche par tableaux : des images recherchées dans l'organisation des acteurs, des décors, cela forme des tableaux marquants ;
- conformité totale au texte ;
- deux scènes en même temps : du côté de la maison des maîtres, Dandin et sa femme, se joue le texte de Molière et du côté de la ferme, les domestiques vivent et se moquent des malheurs des maîtres ;
- de nombreux paysans qui circulent pour donner de la vie à la pièce et au jeu[4].

Un travail important est aussi accompli pour les décors (la scénographie) : René Allio le scénographe s'est surpassé pour George Dandin, il a accompli d'incroyables recherches et a fini par nous délivrer une reconstitution minutieuse des tableaux et documents datant de la période de création de la pièce. On y trouve finalement, « un goût de vieux western très appréciable ». On trouvait d'un côté de la scène une maison bourgeoise presque un château où Dandin vit avec sa femme depuis qu'il est noble et de l'autre une ferme avec sa grange et la maison des valets où il vivait avant, qui représente bien l'état de George Dandin écartelé entre deux mondes : les nobles et les roturiers.   
La musique a une part importante dans ce spectacle : Claude Lochy accompagne le jeu des comédiens justement. Elle explose dans les moments de joie, est tendre lors des rendez-vous galants[réf. souhaitée].      

## Lieu du spectacle
Roger Planchon est dans un premier temps inquiet en ce qui concerne les conditions de jeu et les réactions du public.
Ils jouent devant la façade du Palais du Vice-Légat qui est le second lieu scénique du Festival d'Avignon après la Cour d'honneur. Les comédiens jouent sur une longue scène avec face à eux des gradins où les gens s'entassent.
Roger Planchon avait peur que le Palais de Vice-Légat soit si immense qu’il ne parvienne à y adapter sa mise en scène. En effet son théâtre à Villeurbanne peut accueillir 1 500 spectateurs alors que ce lieu en accueille 3 000, soit le double. Mais le metteur en scène se rend finalement compte que la scène a des proportions « humaines ». Il s’inquiète également pour les conditions météorologiques, notamment le Mistral.

## Accueil
Dans un second temps, toutes les inquiétudes de la troupe disparaissent car le succès est immense, le spectacle est adoré par la critique comme par les spectateurs[réf. nécessaire].

### Accueil critique
Le spectacle est une grande réussite car la critique est conquise. Elle dit que ce George Dandin est un magnifique Molière et une réussite exemplaire : il est le plus beau spectacle du Festival d'Avignon 1966. Il est réussi dans son ensemble mais aussi dans tous les détails. C'est un bonheur à regarder pour le jeu des acteurs et le déroulement de la pièce. Les journalistes disent être émerveillés, séduits et émus. 
Georges Lerminier est lui aussi conquis par la mise en scène de Roger Planchon de la pièce de Molière. Il la définit comme « l’une des plus admirables mises en scène de Molière qui soient ». C’est pour lui une réussite plastique en premier lieu qui prouve le talent de René Allio. La pièce est réaliste face à l’époque d’écriture et le metteur en scène a su sacrifier quelques détails sans perdre le déroulement juste de l’histoire, d'après ce journaliste critique. Il est dit que c’est un « commentaire pictural » qui avait la nécessité d’exister. 
La presse décrit la compagnie de Roger Planchon : le Théâtre de la Cité comme une aventure héroïque avec pour consécration en 1966 du public du Festival d'Avignon. Le Théâtre de la Cité remplace le T.N.P créé par Jean Vilar. 
Les commentaires sur le jeu des acteurs sont plus mitigés mais restent très positifs : 
- le couple de Sottenville est très bien interprété et représente bien le couple de bourgeois qui ont toujours vécu dans l'honneur et la vertu ;
- Lubin, le messager joué par Pierre Meyrand est joué avec une justesse rare ;
- tous les rôles de composition (qui demandent une implication et la compréhension du caractère du personnage) sont très bien tenus ;
- par contre les deux amants : Angélique et Clitandre ne paraissaient pas à l'aise sur scène : ils étaient des amants gênés ce qui n'est pas crédible ;
- une performance tout de même superbe des deux comédiens séparément[10].

La pièce montre des faits de société et on déduit une morale. Cette comédie expose deux grands problèmes de société : l'inégalité entre homme et femme et la lutte des classes. Elle montre que l'amour ne s'achète pas et donc que les mariages forcés n'apportent que du malheur : sentimental et économique. La mise en scène moderne montre que notre époque n'est pas si différente de celle de l'écriture de George Dandin : les différences entre classes sociales sont toujours présentes et changer complètement de classe sociale est presque impossible.

### Accueil public
Il est dit qu'il n'y a jamais eu autant de spectateurs assistant à une représentation au Vice-légat au Festival depuis sa création. Pas une place libre à chaque représentation alors que le lieu accueille 3 000 personnes.
À la suite des applaudissements dès le premier soir, Jean Vilar vint voir Roger Planchon et lui dit : « Vous venez d'être plébiscité par le public du Festival d'Avignon. Vous êtes tenu de revenir l'an prochain ».